# Norman d'Arcy
Norman d'Arcy también Norman d'Areci, Norman d'Adreci y  Norman d'Arcie (c. 1065-1118), fue un noble caballero anglonormando, señor de Arcey, Eure, Normandía y primer barón de Norton en Inglaterra. El nombre D'arcy o Darcy se escribe de muchas maneras diferentes como así se refleja en las crónicas de la época, como era habitual en los días antes de que los apellidos se fijaran ortográficamente. Fue compañero de armas de Guillermo el Bastardo, y le siguió en la conquista normanda de Inglaterra. Tras la batalla de Hastings recibió como recompensa por su lealtad treinta y tres señoríos en el condado de Lincolnshire, a destacar Coningsby, Dunston, Sattinborough, Cawkwell y el feudo de Norton que fue durante varios siglos la residencia principal de Norman y sus descendientes.

## Irlanda
Los descendientes de Norman participaron en la invasión cambro-normanda de Irlanda. La familia Darcy (gaelizada como Ó Dorchaí) es una de las conocidas como las catorce tribus de Galway. De las catorce, doce tienen origen anglonormando.

## Herencia
Se desconoce el nombre de su esposa, pero las crónicas contemporáneas le imputan varios hijos:
- Robert d'Arcy, segundo barón de Norton;
- Nicholas d'Arcy (c. 1097-?);
- Henry d'Arcy (c. 1093-?);
- Harvey d'Arcy (c. 1095-?);
- Norman de Normanebi. Supo aprovechar la rebelión de Roger de Mowbray en 1174 contra Enrique II de Inglaterra para convertirse en barón de Waterton.